# Parco della biodiversità mediterranea
Il parco della  Biodiversità mediterranea è un parco cittadino che si trova a Catanzaro.

## Struttura e dimensioni

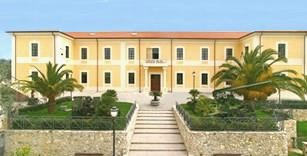
Il Museo storico militare all'interno del parco

L'intero parco ha un'estensione di 610.000 m2; al suo interno oltre al giardino botanico sono presenti:
- il Museo storico militare (MU.S.MI);
- un percorso Jogging ciclabile di 4,5 km;
- un'area pattinaggio di 2.561,28 m2;
- un parco giochi di 3.500 m2;
- un laghetto delle piante acquatiche;
- il laghetto dei Cigni;
- un labirinto Verde;
- un teatro da 700 posti;
- un'area bar;
- servizi igienici;
- un parcheggio di m2 1.665

Sempre all'interno del parco sono presenti 3 percorsi per escursionisti:
- il percorso delle miniere ha una lunghezza di 4 km circa è conduce alle antiche miniere di rame e altri minerali;
- il percorso dei mulini ha una lunghezza di 2 km;
- il percorso della valle ha una lunghezza di 1,5 km, conduce a valle della collina in cui è situato il parco in cui sono presenti alcune aree per equitazione.Il giardino botanico presenta innumerevoli versioni di piante e arbusti caratteristiche della fascia climatica mediterranea direttamente curate dalla scuola agraria situata all'interno del parco.

Il giardino botanico ha un'estensione di 114.200 m2 ed è situato a circa 100 m dal livello del mare. Sono presenti in esso:
- 20.000 specie di piante da siepi e tappezzanti;
- 2.000 piante d'alto fusto;
- 200 specie arboree;
- 100 specie di piante acquatiche.